# Stor-Svarttjärnen (Hackås socken, Jämtland, 695746-144652)
Stor-Svarttjärnen är en sjö i Bergs kommun i Jämtland och ingår i Indalsälvens huvudavrinningsområde. Sjön har en area på 0,0968 kvadratkilometer och ligger 409,6 meter över havet.

## Delavrinningsområde
Stor-Svarttjärnen ingår i det delavrinningsområde (696033-144495) som SMHI kallar för Ovan 696210-144267. Medelhöjden är 391 meter över havet och ytan är 10,36 kvadratkilometer. Det finns inga avrinningsområden uppströms utan avrinningsområdet är högsta punkten. Vattendraget som avvattnar avrinningsområdet har biflödesordning 3, vilket innebär att vattnet flödar genom totalt 3 vattendrag innan det når havet efter 294 kilometer. Avrinningsområdet består mestadels av skog (58 procent) och sankmarker (12 procent). Avrinningsområdet har 0,68 kvadratkilometer vattenytor vilket ger det en sjöprocent på 6,5 procent.